# Amtsforvalter
I kongeriget Danmark, dvs. Nørrejylland og øerne: Amtsforvalter, indtil 1770 kaldet amtsskriver, var den embedsmand, der stod for den økonomiske forvaltning i et amt, eller i et mindre distrikt. Han fungerede desuden som godsadministrator for krongodset.
Det var en selvstændig kongelig udnævnt embedsmand, som blev udnævnt gennem Rentekammeret. Han var leder af en amtstue. Amtsforvalteren var under tilsyn af amtmanden.
Embedet eksisterede fra 1660 til 1970, hvor det blev nedlagt i forbindelse med kommunalreformen, og opgaverne overgik til amtskommunerne.